# Alexandrina Cabral
Alexandrina Cabral Barbosa (Lisbona, 5 maggio 1986) è una pallamanista portoghese naturalizzata spagnola, terzino sinistro dell'Erice.

## Biografia
Pallamanista portoghese naturalizzata spagnola che gareggia con il club del Rostov-Don e con la nazionale femminile spagnola.
Nata a Lisbona, è nona di 11 figli. Inizia la sua carriera in Portogallo, ma nell'aprile 2010 viene sospesa per due settimane dopo essersi rifiutata di frequentare il campo di allenamento. Si trasferisce in Spagna e riceve la cittadinanza spagnola nel giugno 2012. Solitamente, porta il numero 86 durante le partite, l'anno della sua nascita..
Barbosa è stata tra le prime 10 marcatrici della EHF Women's Champions League nella stagione 2005-2006 per il Sagunto, con 46 gol nel vecchio formato del torneo. Nella stagione 2010-2011 ha ottenuto il quinto posto, il quarto posto nel 2011-2012 per l'Itxako. Nell'aprile 2012, ha firmato per la squadra rumena del Oltchim Râmnicu Vâlcea, lo stesso anno nel quale, dopo aver giocato per molti anni in Spagna, ha ottenuto la cittadinanza spagnola e ha deciso di rappresentare la Spagna a livello internazionale.

## Palmarès
- Campionati di Spagna:
  - Vincitrice: 2011, 2012
- Coppa di Spagna:
  - Vincitrice: 2012
- Liga Naţională
  - Medaglia d'argento: 2009
- EHF Champions League:
  - Finalista: 2011
  - Semifinalista: 2006, 2013
- Women's EHF Cup:
  - Vincitrice: 2016
  - Semifinalista: 2009

## Riconoscimenti individuali
- Carpathian Trophy come migliore giocatrice: 2013[8]
- Campionato francese di pallamano femminile come migliore difensore: 2015, 2016